# Heinrich von Preußen (1747–1767)

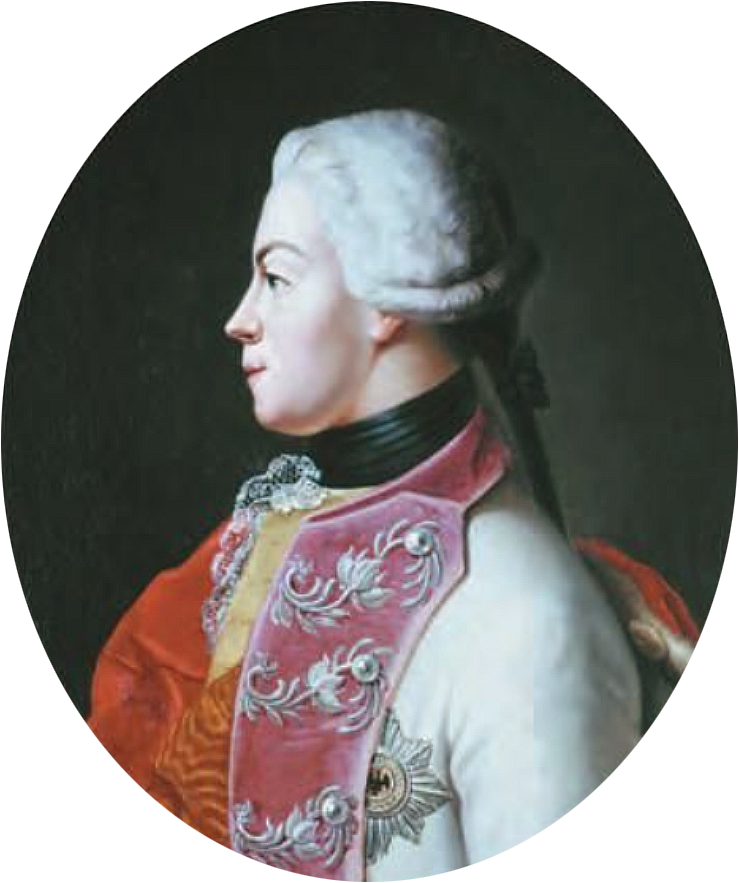
Prinz Heinrich von Preußen

Prinz Friedrich Heinrich Karl von Preußen (* 30. Dezember 1747 in Berlin; † 26. Mai 1767 in Protzen bei Fehrbellin) war der Lieblingsneffe Friedrichs des Großen, wählte die Offizierslaufbahn in der preußischen Armee und stand zuletzt im Rang eines Generalmajors.

## Leben
Heinrich war der zweite Sohn von Prinz August Wilhelm von Preußen und Luise Amalie von Braunschweig-Wolfenbüttel und damit der jüngere Bruder des späteren preußischen Königs Friedrich Wilhelm II. Der Haustradition folgend wurde ihm bereits am 16. Januar 1748 der Hohe Orden vom Schwarzen Adler verliehen. Anlässlich des Todes seines Vaters wurde er am 8. Dezember 1758 Chef des Kürassierregiments Nr. 2. Am 20. September 1764 wurde Heinrich Kapitän und Kompaniechef im 1. Bataillon Garde (Nr. 13a). Am 17. September 1764 avancierte er zum Oberst und übernahm sein Kürassierregiment. Am 26. April 1767 hatte ihn der König zum Generalmajor befördert. Der frühe Tod durch die Pocken bei einem Marschaufenthalt in Protzen machte dem jungen Prinzen, dem vermutlich eine außergewöhnliche Karriere ins Haus stand, ein jähes Ende. Der König hielt große Stücke auf ihn, erwog zeitweilig sogar die Thronfolge zu seinen Gunsten zu ändern. Auch die Leichenrede stammte aus des Königs Feder:

„Ewig wirst du in meinem Herzen leben! Der Tod, meine Herren, ist uns allen beschieden. Wohl denen, die mit dem tröstlichen Bewusstsein sterben, dass sie die Tränen der Überlebenden verdienen.“

Theodor Fontane schildert sein Leben und vor allem seinen Tod in den Wanderungen durch die Mark Brandenburg wie folgt:
„Nun begann die Herrschaft der verwitweten Frau Generalin. In die Zeit ihrer Regentschaft, also bevor der minorene Sohn eintrat, fällt das große Ereignis Protzens während des vorigen Jahrhunderts: der Tod eines preußischen Prinzen im dortigen Herrenhause.“
„Über diesen Tod berichtet der alte Pastor Schinkel im Protzener Kirchenbuche wie folgt: »Den 16. Mai 1767 traf Seine Königliche Hoheit Prinz Friedrich Heinrich Karl von Preußen auf dem Marsche von Kyritz nach Berlin mit seinem Regimente hier ein. Er nahm bei unserer Frau Generallieutenant von Kleist Quartier, in der Hoffnung, nach hier zugebrachter Nacht, am anderen Morgen weiterzurücken. Es zeigten sich jedoch die Pocken, so daß Seine Königliche Hoheit sich genötigt sahen, hier zu bleiben. Geschickte Doctorens 1) wandten alle Mittel an, diesen teuren und liebenswürdigen Prinzen zu retten, Gott verhängte es aber anders, so daß, nachdem die weißen Frieseln dazuschlugen, dieser allerliebste Prinz den 26. Mai, acht Uhr abends seinen Geist aufgeben mußte. Ein trauriges Andenken, so die späten Zeiten nicht vergessen werden. Den 28. Mai, elf Uhr abends wurde die hohe Leiche durch Offiziere unter Leuchtung vieler Lichter in das hiesige Gewölbe gesetzet und am 7. Juni, als am ersten Pfingsttage, von hier aus nach Berlin gebracht. Dieser hochselige Prinz war am 30. November  1747 geboren, also kaum neunzehn Jahre, fünf Monate alt geworden.«“
„Ich lasse dieser schlichten Kirchenbuchaufzeichnung noch einige Notizen folgen.“
„Prinz Heinrich, damals gemeinhin – zum Unterschiede von seinem berühmten Oheim in Rheinsberg – der junge Prinz Heinrich genannt, war der Sohn des 1758 zu Oranienburg verstorbenen Prinzen August Wilhelm von Preußen. Er war also Neffe Friedrichs des Großen wie zugleich jüngerer Bruder des späteren Königs Friedrich Wilhelms II. Friedrich der Große bezeigte ihm von dem Augenblick an, wo die Kriegsaffairen hinter ihm lagen, ein ganz besonderes Wohlwollen. Dies war ebensosehr in den allgemeinen Verhältnissen wie in den Eigenschaften des jungen Prinzen begründet. Dieser erschien von ungewöhnlicher Beanlagung, war klug, voll noblen Denkens und hohen Strebens, dabei gütig und von reinem Wandel; was indessen den König in all seinen Beziehungen zu diesem Prinzen eine ganz ungewöhnliche Herzlichkeit zeigen ließ, war wohl der Umstand, daß er sich dem verstorbenen Vater des Prinzen gegenüber, dem er viel Herzeleid gemacht hatte, bis zu einem gewissen Grade verschuldet fühlte, eine Schuld, die er abtragen wollte und an den ältern Bruder (den späteren König Friedrich Wilhelm II.), der ihm aus verschiedenen Gründen nicht recht zusagte, nicht abtragen konnte.“
„Prinz Heinrich hatte 1762 den lebhaften Wunsch geäußert, dem Könige bei Wiederbeginn der Kriegsoperationen sich anschließen zu dürfen. Friedrich lehnte jedoch ab, da der junge Prinz erst vierzehn Jahr alt war. Erst nach erfolgtem Friedensschluß wurde er von Magdeburg, wo er garnisonierte, nach Potsdam gezogen und trat als Hauptmann in das Bataillon Garde. Er gehörte nunmehr einige Jahre lang zu den regelmäßigen Mittagsgästen des Königs und begleitete diesen auf seinen Inspektionsreisen durch die Provinzen. 1767 im April übersiedelte der Prinz nach Kyritz, um nunmehr die Führung des hier stehenden Kürassierregiments oder auch nur eines Teils desselben zu übernehmen. Dies Kürassierregiment waren die berühmten »gelben Reiter«, deren Chef der Prinz bereits seit 1758 war.“
„Der Übernahme des Kommandos folgte, wenige Wochen später, jene Katastrophe, die ich, nach den Aufzeichnungen des Protzener Kirchenbuches, vorstehend mitgeteilt habe.“
„Rittmeister von Wödtke brachte die Trauerkunde dem Könige. Dieser war in seltenem Grade bewegt. Einer der höheren Offiziere sprach dem Könige Trost zu und bat ihn, sich zu beruhigen. »Er hat recht«, antwortete Friedrich, »aber Er fühlt nicht den Schmerz, der mir durch diesen Verlust verursacht wird.« – »Ja, Ew. Majestät, ich fühle ihn; er war einer der hoffnungsvollsten Prinzen.« Der König schüttelte den Kopf und sagte: »Er hat den Schmerz auf der Zunge, ich hab ihn hier.« Und dabei legte er die Hand aufs Herz. Eine ähnlich tiefe Teilnahme verraten seine Briefe. An seinen Bruder Heinrich in Rheinsberg schrieb er: »Ich liebte dieses Kind wie mein eigenes«, und an Tauentzien meldete er in der Nachschrift zu einer dienstlichen Ordre: »Mein lieber Hendrich ist tot.«“
„Kehren wir, nach diesem biographischen Exkurs, nach Protzen zurück. Die Geschwister des Prinzen übersandten der verwitweten Generalin von Kleist wertvolle Zeichen der Dankbarkeit, und das Ereignis selbst wurde seitens dieser letztern durch zwei bildliche Darstellungen im Sterbezimmer lokalisiert. Ein Loyalitätsakt, der mir, nach der Huldigungsseite hin, etwas zu weit zu gehen und die Schönheitslinie zu überschreiten scheint. Ob die Gemälde noch existieren, hab ich nicht erfahren können; aber das Giebelzimmer, in dem der junge Prinz verstarb, heißt noch immer das »Prinzenzimmer«.“

## Abstammung
| Friedrich Wilhelm (Kurfürst von Brandenburg und Herzog in Preußen) ⚭ Luise | Friedrich Wilhelm (Kurfürst von Brandenburg und Herzog in Preußen) ⚭ Luise | Friedrich Wilhelm (Kurfürst von Brandenburg und Herzog in Preußen) ⚭ Luise | Friedrich Wilhelm (Kurfürst von Brandenburg und Herzog in Preußen) ⚭ Luise | Friedrich Wilhelm (Kurfürst von Brandenburg und Herzog in Preußen) ⚭ Luise | Friedrich Wilhelm (Kurfürst von Brandenburg und Herzog in Preußen) ⚭ Luise |  |  | Ernst August (Kurfürst von Hannover)    | Ernst August (Kurfürst von Hannover)    | Ernst August (Kurfürst von Hannover)    | Ernst August (Kurfürst von Hannover)    | Ernst August (Kurfürst von Hannover)    | Ernst August (Kurfürst von Hannover)    |  |  | Sophie (Kurfürstin von Hannover)    | Sophie (Kurfürstin von Hannover)    | Sophie (Kurfürstin von Hannover)    | Sophie (Kurfürstin von Hannover)    | Sophie (Kurfürstin von Hannover)          | Sophie (Kurfürstin von Hannover)          |                                           |                                           | Georg Wilhelm (Fürst von Lüneburg) ⚭ Eleonore d’Olbreuse | Georg Wilhelm (Fürst von Lüneburg) ⚭ Eleonore d’Olbreuse | Georg Wilhelm (Fürst von Lüneburg) ⚭ Eleonore d’Olbreuse | Georg Wilhelm (Fürst von Lüneburg) ⚭ Eleonore d’Olbreuse | Georg Wilhelm (Fürst von Lüneburg) ⚭ Eleonore d’Olbreuse | Georg Wilhelm (Fürst von Lüneburg) ⚭ Eleonore d’Olbreuse |                                 |                                 | August II. (Fürst von Braunschweig-Wolfenbüttel) ⚭ Sophie Elisabeth | August II. (Fürst von Braunschweig-Wolfenbüttel) ⚭ Sophie Elisabeth | August II. (Fürst von Braunschweig-Wolfenbüttel) ⚭ Sophie Elisabeth | August II. (Fürst von Braunschweig-Wolfenbüttel) ⚭ Sophie Elisabeth | August II. (Fürst von Braunschweig-Wolfenbüttel) ⚭ Sophie Elisabeth | August II. (Fürst von Braunschweig-Wolfenbüttel) ⚭ Sophie Elisabeth |                                               |                                               | Friedrich (Mediat-Landgrafschaft Hessen-Eschwege) ⚭ Eleonore Katharine | Friedrich (Mediat-Landgrafschaft Hessen-Eschwege) ⚭ Eleonore Katharine | Friedrich (Mediat-Landgrafschaft Hessen-Eschwege) ⚭ Eleonore Katharine | Friedrich (Mediat-Landgrafschaft Hessen-Eschwege) ⚭ Eleonore Katharine | Friedrich (Mediat-Landgrafschaft Hessen-Eschwege) ⚭ Eleonore Katharine | Friedrich (Mediat-Landgrafschaft Hessen-Eschwege) ⚭ Eleonore Katharine |  |  | Anton Ulrich (Fürst von Braunschweig-Wolfenbüttel) ⚭ Elisabeth Juliane | Anton Ulrich (Fürst von Braunschweig-Wolfenbüttel) ⚭ Elisabeth Juliane | Anton Ulrich (Fürst von Braunschweig-Wolfenbüttel) ⚭ Elisabeth Juliane | Anton Ulrich (Fürst von Braunschweig-Wolfenbüttel) ⚭ Elisabeth Juliane | Anton Ulrich (Fürst von Braunschweig-Wolfenbüttel) ⚭ Elisabeth Juliane | Anton Ulrich (Fürst von Braunschweig-Wolfenbüttel) ⚭ Elisabeth Juliane |  |  | Albrecht Ernst I. (Fürst von Oettingen-Oettingen) ⚭ Christine Friederike | Albrecht Ernst I. (Fürst von Oettingen-Oettingen) ⚭ Christine Friederike | Albrecht Ernst I. (Fürst von Oettingen-Oettingen) ⚭ Christine Friederike | Albrecht Ernst I. (Fürst von Oettingen-Oettingen) ⚭ Christine Friederike | Albrecht Ernst I. (Fürst von Oettingen-Oettingen) ⚭ Christine Friederike | Albrecht Ernst I. (Fürst von Oettingen-Oettingen) ⚭ Christine Friederike |
| Friedrich Wilhelm (Kurfürst von Brandenburg und Herzog in Preußen) ⚭ Luise | Friedrich Wilhelm (Kurfürst von Brandenburg und Herzog in Preußen) ⚭ Luise | Friedrich Wilhelm (Kurfürst von Brandenburg und Herzog in Preußen) ⚭ Luise | Friedrich Wilhelm (Kurfürst von Brandenburg und Herzog in Preußen) ⚭ Luise | Friedrich Wilhelm (Kurfürst von Brandenburg und Herzog in Preußen) ⚭ Luise | Friedrich Wilhelm (Kurfürst von Brandenburg und Herzog in Preußen) ⚭ Luise |  |  | Ernst August (Kurfürst von Hannover)    | Ernst August (Kurfürst von Hannover)    | Ernst August (Kurfürst von Hannover)    | Ernst August (Kurfürst von Hannover)    | Ernst August (Kurfürst von Hannover)    | Ernst August (Kurfürst von Hannover)    |  |  | Sophie (Kurfürstin von Hannover)    | Sophie (Kurfürstin von Hannover)    | Sophie (Kurfürstin von Hannover)    | Sophie (Kurfürstin von Hannover)    | Sophie (Kurfürstin von Hannover)          | Sophie (Kurfürstin von Hannover)          |                                           |                                           | Georg Wilhelm (Fürst von Lüneburg) ⚭ Eleonore d’Olbreuse | Georg Wilhelm (Fürst von Lüneburg) ⚭ Eleonore d’Olbreuse | Georg Wilhelm (Fürst von Lüneburg) ⚭ Eleonore d’Olbreuse | Georg Wilhelm (Fürst von Lüneburg) ⚭ Eleonore d’Olbreuse | Georg Wilhelm (Fürst von Lüneburg) ⚭ Eleonore d’Olbreuse | Georg Wilhelm (Fürst von Lüneburg) ⚭ Eleonore d’Olbreuse |                                 |                                 | August II. (Fürst von Braunschweig-Wolfenbüttel) ⚭ Sophie Elisabeth | August II. (Fürst von Braunschweig-Wolfenbüttel) ⚭ Sophie Elisabeth | August II. (Fürst von Braunschweig-Wolfenbüttel) ⚭ Sophie Elisabeth | August II. (Fürst von Braunschweig-Wolfenbüttel) ⚭ Sophie Elisabeth | August II. (Fürst von Braunschweig-Wolfenbüttel) ⚭ Sophie Elisabeth | August II. (Fürst von Braunschweig-Wolfenbüttel) ⚭ Sophie Elisabeth |                                               |                                               | Friedrich (Mediat-Landgrafschaft Hessen-Eschwege) ⚭ Eleonore Katharine | Friedrich (Mediat-Landgrafschaft Hessen-Eschwege) ⚭ Eleonore Katharine | Friedrich (Mediat-Landgrafschaft Hessen-Eschwege) ⚭ Eleonore Katharine | Friedrich (Mediat-Landgrafschaft Hessen-Eschwege) ⚭ Eleonore Katharine | Friedrich (Mediat-Landgrafschaft Hessen-Eschwege) ⚭ Eleonore Katharine | Friedrich (Mediat-Landgrafschaft Hessen-Eschwege) ⚭ Eleonore Katharine |  |  | Anton Ulrich (Fürst von Braunschweig-Wolfenbüttel) ⚭ Elisabeth Juliane | Anton Ulrich (Fürst von Braunschweig-Wolfenbüttel) ⚭ Elisabeth Juliane | Anton Ulrich (Fürst von Braunschweig-Wolfenbüttel) ⚭ Elisabeth Juliane | Anton Ulrich (Fürst von Braunschweig-Wolfenbüttel) ⚭ Elisabeth Juliane | Anton Ulrich (Fürst von Braunschweig-Wolfenbüttel) ⚭ Elisabeth Juliane | Anton Ulrich (Fürst von Braunschweig-Wolfenbüttel) ⚭ Elisabeth Juliane |  |  | Albrecht Ernst I. (Fürst von Oettingen-Oettingen) ⚭ Christine Friederike | Albrecht Ernst I. (Fürst von Oettingen-Oettingen) ⚭ Christine Friederike | Albrecht Ernst I. (Fürst von Oettingen-Oettingen) ⚭ Christine Friederike | Albrecht Ernst I. (Fürst von Oettingen-Oettingen) ⚭ Christine Friederike | Albrecht Ernst I. (Fürst von Oettingen-Oettingen) ⚭ Christine Friederike | Albrecht Ernst I. (Fürst von Oettingen-Oettingen) ⚭ Christine Friederike |
|                                                                            |                                                                            |                                                                            |                                                                            |                                                                            |                                                                            |  |  |                                         |                                         |                                         |                                         |                                         |                                         |  |  |                                     |                                     |                                     |                                     |                                           |                                           |                                           |                                           |                                                          |                                                          |                                                          |                                                          |                                                          |                                                          |                                 |                                 |                                                                     |                                                                     |                                                                     |                                                                     |                                                                     |                                                                     |                                               |                                               |                                                                        |                                                                        |                                                                        |                                                                        |                                                                        |                                                                        |  |  |                                                                        |                                                                        |                                                                        |                                                                        |                                                                        |                                                                        |  |  |                                                                          |                                                                          |                                                                          |                                                                          |                                                                          |                                                                          |
|                                                                            |                                                                            |                                                                            |                                                                            |                                                                            |                                                                            |  |  |                                         |                                         |                                         |                                         |                                         |                                         |  |  |                                     |                                     |                                     |                                     |                                           |                                           |                                           |                                           |                                                          |                                                          |                                                          |                                                          |                                                          |                                                          |                                 |                                 |                                                                     |                                                                     |                                                                     |                                                                     |                                                                     |                                                                     |                                               |                                               |                                                                        |                                                                        |                                                                        |                                                                        |                                                                        |                                                                        |  |  |                                                                        |                                                                        |                                                                        |                                                                        |                                                                        |                                                                        |  |  |                                                                          |                                                                          |                                                                          |                                                                          |                                                                          |                                                                          |
| Friedrich I. (König in Preußen)                                            | Friedrich I. (König in Preußen)                                            | Friedrich I. (König in Preußen)                                            | Friedrich I. (König in Preußen)                                            | Friedrich I. (König in Preußen)                                            | Friedrich I. (König in Preußen)                                            |  |  | Sophie Charlotte                        | Sophie Charlotte                        | Sophie Charlotte                        | Sophie Charlotte                        | Sophie Charlotte                        | Sophie Charlotte                        |  |  | Georg I. (König von Großbritannien) | Georg I. (König von Großbritannien) | Georg I. (König von Großbritannien) | Georg I. (König von Großbritannien) | Georg I. (König von Großbritannien)       | Georg I. (König von Großbritannien)       |                                           |                                           | Sophie Dorothea                                          | Sophie Dorothea                                          | Sophie Dorothea                                          | Sophie Dorothea                                          | Sophie Dorothea                                          | Sophie Dorothea                                          |                                 |                                 | Ferdinand Albrecht I. (Herzog von Braunschweig-Wolfenbüttel-Bevern) | Ferdinand Albrecht I. (Herzog von Braunschweig-Wolfenbüttel-Bevern) | Ferdinand Albrecht I. (Herzog von Braunschweig-Wolfenbüttel-Bevern) | Ferdinand Albrecht I. (Herzog von Braunschweig-Wolfenbüttel-Bevern) | Ferdinand Albrecht I. (Herzog von Braunschweig-Wolfenbüttel-Bevern) | Ferdinand Albrecht I. (Herzog von Braunschweig-Wolfenbüttel-Bevern) |                                               |                                               | Christine                                                              | Christine                                                              | Christine                                                              | Christine                                                              | Christine                                                              | Christine                                                              |  |  | Ludwig Rudolf (Herzog von Braunschweig-Lüneburg)                       | Ludwig Rudolf (Herzog von Braunschweig-Lüneburg)                       | Ludwig Rudolf (Herzog von Braunschweig-Lüneburg)                       | Ludwig Rudolf (Herzog von Braunschweig-Lüneburg)                       | Ludwig Rudolf (Herzog von Braunschweig-Lüneburg)                       | Ludwig Rudolf (Herzog von Braunschweig-Lüneburg)                       |  |  | Christine Luise                                                          | Christine Luise                                                          | Christine Luise                                                          | Christine Luise                                                          | Christine Luise                                                          | Christine Luise                                                          |
| Friedrich I. (König in Preußen)                                            | Friedrich I. (König in Preußen)                                            | Friedrich I. (König in Preußen)                                            | Friedrich I. (König in Preußen)                                            | Friedrich I. (König in Preußen)                                            | Friedrich I. (König in Preußen)                                            |  |  | Sophie Charlotte                        | Sophie Charlotte                        | Sophie Charlotte                        | Sophie Charlotte                        | Sophie Charlotte                        | Sophie Charlotte                        |  |  | Georg I. (König von Großbritannien) | Georg I. (König von Großbritannien) | Georg I. (König von Großbritannien) | Georg I. (König von Großbritannien) | Georg I. (König von Großbritannien)       | Georg I. (König von Großbritannien)       |                                           |                                           | Sophie Dorothea                                          | Sophie Dorothea                                          | Sophie Dorothea                                          | Sophie Dorothea                                          | Sophie Dorothea                                          | Sophie Dorothea                                          |                                 |                                 | Ferdinand Albrecht I. (Herzog von Braunschweig-Wolfenbüttel-Bevern) | Ferdinand Albrecht I. (Herzog von Braunschweig-Wolfenbüttel-Bevern) | Ferdinand Albrecht I. (Herzog von Braunschweig-Wolfenbüttel-Bevern) | Ferdinand Albrecht I. (Herzog von Braunschweig-Wolfenbüttel-Bevern) | Ferdinand Albrecht I. (Herzog von Braunschweig-Wolfenbüttel-Bevern) | Ferdinand Albrecht I. (Herzog von Braunschweig-Wolfenbüttel-Bevern) |                                               |                                               | Christine                                                              | Christine                                                              | Christine                                                              | Christine                                                              | Christine                                                              | Christine                                                              |  |  | Ludwig Rudolf (Herzog von Braunschweig-Lüneburg)                       | Ludwig Rudolf (Herzog von Braunschweig-Lüneburg)                       | Ludwig Rudolf (Herzog von Braunschweig-Lüneburg)                       | Ludwig Rudolf (Herzog von Braunschweig-Lüneburg)                       | Ludwig Rudolf (Herzog von Braunschweig-Lüneburg)                       | Ludwig Rudolf (Herzog von Braunschweig-Lüneburg)                       |  |  | Christine Luise                                                          | Christine Luise                                                          | Christine Luise                                                          | Christine Luise                                                          | Christine Luise                                                          | Christine Luise                                                          |
|                                                                            |                                                                            |                                                                            |                                                                            |                                                                            |                                                                            |  |  |                                         |                                         |                                         |                                         |                                         |                                         |  |  |                                     |                                     |                                     |                                     |                                           |                                           |                                           |                                           |                                                          |                                                          |                                                          |                                                          |                                                          |                                                          |                                 |                                 |                                                                     |                                                                     |                                                                     |                                                                     |                                                                     |                                                                     |                                               |                                               |                                                                        |                                                                        |                                                                        |                                                                        |                                                                        |                                                                        |  |  |                                                                        |                                                                        |                                                                        |                                                                        |                                                                        |                                                                        |  |  |                                                                          |                                                                          |                                                                          |                                                                          |                                                                          |                                                                          |
|                                                                            |                                                                            |                                                                            |                                                                            |                                                                            |                                                                            |  |  |                                         |                                         |                                         |                                         |                                         |                                         |  |  |                                     |                                     |                                     |                                     |                                           |                                           |                                           |                                           |                                                          |                                                          |                                                          |                                                          |                                                          |                                                          |                                 |                                 |                                                                     |                                                                     |                                                                     |                                                                     |                                                                     |                                                                     |                                               |                                               |                                                                        |                                                                        |                                                                        |                                                                        |                                                                        |                                                                        |  |  |                                                                        |                                                                        |                                                                        |                                                                        |                                                                        |                                                                        |  |  |                                                                          |                                                                          |                                                                          |                                                                          |                                                                          |                                                                          |
|                                                                            |                                                                            |                                                                            |                                                                            |                                                                            |                                                                            |  |  | Friedrich Wilhelm I. (König in Preußen) | Friedrich Wilhelm I. (König in Preußen) | Friedrich Wilhelm I. (König in Preußen) | Friedrich Wilhelm I. (König in Preußen) | Friedrich Wilhelm I. (König in Preußen) | Friedrich Wilhelm I. (König in Preußen) |  |  | Sophie Dorothea                     | Sophie Dorothea                     | Sophie Dorothea                     | Sophie Dorothea                     | Sophie Dorothea                           | Sophie Dorothea                           |                                           |                                           |                                                          |                                                          |                                                          |                                                          |                                                          |                                                          |                                 |                                 |                                                                     |                                                                     |                                                                     |                                                                     |                                                                     |                                                                     |                                               |                                               | Ferdinand Albrecht II. (Herzog von Braunschweig-Wolfenbüttel)          | Ferdinand Albrecht II. (Herzog von Braunschweig-Wolfenbüttel)          | Ferdinand Albrecht II. (Herzog von Braunschweig-Wolfenbüttel)          | Ferdinand Albrecht II. (Herzog von Braunschweig-Wolfenbüttel)          | Ferdinand Albrecht II. (Herzog von Braunschweig-Wolfenbüttel)          | Ferdinand Albrecht II. (Herzog von Braunschweig-Wolfenbüttel)          |  |  | Antoinette Amalie                                                      | Antoinette Amalie                                                      | Antoinette Amalie                                                      | Antoinette Amalie                                                      | Antoinette Amalie                                                      | Antoinette Amalie                                                      |  |  |                                                                          |                                                                          |                                                                          |                                                                          |                                                                          |                                                                          |
|                                                                            |                                                                            |                                                                            |                                                                            |                                                                            |                                                                            |  |  | Friedrich Wilhelm I. (König in Preußen) | Friedrich Wilhelm I. (König in Preußen) | Friedrich Wilhelm I. (König in Preußen) | Friedrich Wilhelm I. (König in Preußen) | Friedrich Wilhelm I. (König in Preußen) | Friedrich Wilhelm I. (König in Preußen) |  |  | Sophie Dorothea                     | Sophie Dorothea                     | Sophie Dorothea                     | Sophie Dorothea                     | Sophie Dorothea                           | Sophie Dorothea                           |                                           |                                           |                                                          |                                                          |                                                          |                                                          |                                                          |                                                          |                                 |                                 |                                                                     |                                                                     |                                                                     |                                                                     |                                                                     |                                                                     |                                               |                                               | Ferdinand Albrecht II. (Herzog von Braunschweig-Wolfenbüttel)          | Ferdinand Albrecht II. (Herzog von Braunschweig-Wolfenbüttel)          | Ferdinand Albrecht II. (Herzog von Braunschweig-Wolfenbüttel)          | Ferdinand Albrecht II. (Herzog von Braunschweig-Wolfenbüttel)          | Ferdinand Albrecht II. (Herzog von Braunschweig-Wolfenbüttel)          | Ferdinand Albrecht II. (Herzog von Braunschweig-Wolfenbüttel)          |  |  | Antoinette Amalie                                                      | Antoinette Amalie                                                      | Antoinette Amalie                                                      | Antoinette Amalie                                                      | Antoinette Amalie                                                      | Antoinette Amalie                                                      |  |  |                                                                          |                                                                          |                                                                          |                                                                          |                                                                          |                                                                          |
|                                                                            |                                                                            |                                                                            |                                                                            |                                                                            |                                                                            |  |  |                                         |                                         |                                         |                                         |                                         |                                         |  |  |                                     |                                     |                                     |                                     |                                           |                                           |                                           |                                           |                                                          |                                                          |                                                          |                                                          |                                                          |                                                          |                                 |                                 |                                                                     |                                                                     |                                                                     |                                                                     |                                                                     |                                                                     |                                               |                                               |                                                                        |                                                                        |                                                                        |                                                                        |                                                                        |                                                                        |  |  |                                                                        |                                                                        |                                                                        |                                                                        |                                                                        |                                                                        |  |  |                                                                          |                                                                          |                                                                          |                                                                          |                                                                          |                                                                          |
|                                                                            |                                                                            |                                                                            |                                                                            |                                                                            |                                                                            |  |  |                                         |                                         |                                         |                                         |                                         |                                         |  |  |                                     |                                     |                                     |                                     |                                           |                                           |                                           |                                           |                                                          |                                                          |                                                          |                                                          |                                                          |                                                          |                                 |                                 |                                                                     |                                                                     |                                                                     |                                                                     |                                                                     |                                                                     |                                               |                                               |                                                                        |                                                                        |                                                                        |                                                                        |                                                                        |                                                                        |  |  |                                                                        |                                                                        |                                                                        |                                                                        |                                                                        |                                                                        |  |  |                                                                          |                                                                          |                                                                          |                                                                          |                                                                          |                                                                          |
|                                                                            |                                                                            |                                                                            |                                                                            |                                                                            |                                                                            |  |  |                                         |                                         |                                         |                                         |                                         |                                         |  |  | Friedrich II. (König von Preußen)   | Friedrich II. (König von Preußen)   | Friedrich II. (König von Preußen)   | Friedrich II. (König von Preußen)   | Friedrich II. (König von Preußen)         | Friedrich II. (König von Preußen)         |                                           |                                           | August Wilhelm (Prinz von Preußen)                       | August Wilhelm (Prinz von Preußen)                       | August Wilhelm (Prinz von Preußen)                       | August Wilhelm (Prinz von Preußen)                       | August Wilhelm (Prinz von Preußen)                       | August Wilhelm (Prinz von Preußen)                       |                                 |                                 | Luise Amalie (Prinzessin von Preußen)                               | Luise Amalie (Prinzessin von Preußen)                               | Luise Amalie (Prinzessin von Preußen)                               | Luise Amalie (Prinzessin von Preußen)                               | Luise Amalie (Prinzessin von Preußen)                               | Luise Amalie (Prinzessin von Preußen)                               |                                               |                                               |                                                                        |                                                                        |                                                                        |                                                                        |                                                                        |                                                                        |  |  |                                                                        |                                                                        |                                                                        |                                                                        |                                                                        |                                                                        |  |  |                                                                          |                                                                          |                                                                          |                                                                          |                                                                          |                                                                          |
|                                                                            |                                                                            |                                                                            |                                                                            |                                                                            |                                                                            |  |  |                                         |                                         |                                         |                                         |                                         |                                         |  |  | Friedrich II. (König von Preußen)   | Friedrich II. (König von Preußen)   | Friedrich II. (König von Preußen)   | Friedrich II. (König von Preußen)   | Friedrich II. (König von Preußen)         | Friedrich II. (König von Preußen)         |                                           |                                           | August Wilhelm (Prinz von Preußen)                       | August Wilhelm (Prinz von Preußen)                       | August Wilhelm (Prinz von Preußen)                       | August Wilhelm (Prinz von Preußen)                       | August Wilhelm (Prinz von Preußen)                       | August Wilhelm (Prinz von Preußen)                       |                                 |                                 | Luise Amalie (Prinzessin von Preußen)                               | Luise Amalie (Prinzessin von Preußen)                               | Luise Amalie (Prinzessin von Preußen)                               | Luise Amalie (Prinzessin von Preußen)                               | Luise Amalie (Prinzessin von Preußen)                               | Luise Amalie (Prinzessin von Preußen)                               |                                               |                                               |                                                                        |                                                                        |                                                                        |                                                                        |                                                                        |                                                                        |  |  |                                                                        |                                                                        |                                                                        |                                                                        |                                                                        |                                                                        |  |  |                                                                          |                                                                          |                                                                          |                                                                          |                                                                          |                                                                          |
|                                                                            |                                                                            |                                                                            |                                                                            |                                                                            |                                                                            |  |  |                                         |                                         |                                         |                                         |                                         |                                         |  |  |                                     |                                     |                                     |                                     |                                           |                                           |                                           |                                           |                                                          |                                                          |                                                          |                                                          |                                                          |                                                          |                                 |                                 |                                                                     |                                                                     |                                                                     |                                                                     |                                                                     |                                                                     |                                               |                                               |                                                                        |                                                                        |                                                                        |                                                                        |                                                                        |                                                                        |  |  |                                                                        |                                                                        |                                                                        |                                                                        |                                                                        |                                                                        |  |  |                                                                          |                                                                          |                                                                          |                                                                          |                                                                          |                                                                          |
|                                                                            |                                                                            |                                                                            |                                                                            |                                                                            |                                                                            |  |  |                                         |                                         |                                         |                                         |                                         |                                         |  |  |                                     |                                     |                                     |                                     |                                           |                                           |                                           |                                           |                                                          |                                                          |                                                          |                                                          |                                                          |                                                          |                                 |                                 |                                                                     |                                                                     |                                                                     |                                                                     |                                                                     |                                                                     |                                               |                                               |                                                                        |                                                                        |                                                                        |                                                                        |                                                                        |                                                                        |  |  |                                                                        |                                                                        |                                                                        |                                                                        |                                                                        |                                                                        |  |  |                                                                          |                                                                          |                                                                          |                                                                          |                                                                          |                                                                          |
|                                                                            |                                                                            |                                                                            |                                                                            |                                                                            |                                                                            |  |  |                                         |                                         |                                         |                                         |                                         |                                         |  |  |                                     |                                     |                                     |                                     | Friedrich Wilhelm II. (König von Preußen) | Friedrich Wilhelm II. (König von Preußen) | Friedrich Wilhelm II. (König von Preußen) | Friedrich Wilhelm II. (König von Preußen) | Friedrich Wilhelm II. (König von Preußen)                | Friedrich Wilhelm II. (König von Preußen)                |                                                          |                                                          | Heinrich (preußischer Offizier)                          | Heinrich (preußischer Offizier)                          | Heinrich (preußischer Offizier) | Heinrich (preußischer Offizier) | Heinrich (preußischer Offizier)                                     | Heinrich (preußischer Offizier)                                     |                                                                     |                                                                     | Wilhelmine (Erbstatthalterin der Niederlande)                       | Wilhelmine (Erbstatthalterin der Niederlande)                       | Wilhelmine (Erbstatthalterin der Niederlande) | Wilhelmine (Erbstatthalterin der Niederlande) | Wilhelmine (Erbstatthalterin der Niederlande)                          | Wilhelmine (Erbstatthalterin der Niederlande)                          |                                                                        |                                                                        |                                                                        |                                                                        |  |  |                                                                        |                                                                        |                                                                        |                                                                        |                                                                        |                                                                        |  |  |                                                                          |                                                                          |                                                                          |                                                                          |                                                                          |                                                                          |